# Microhexura montivaga
Microhexura montivaga is een spinnensoort in de taxonomische indeling van de Dipluridae.
Het dier behoort tot het geslacht Microhexura. De wetenschappelijke naam van de soort werd voor het eerst geldig gepubliceerd in 1925 door Crosby & Bishop.